# Hôtel du prêteur royal

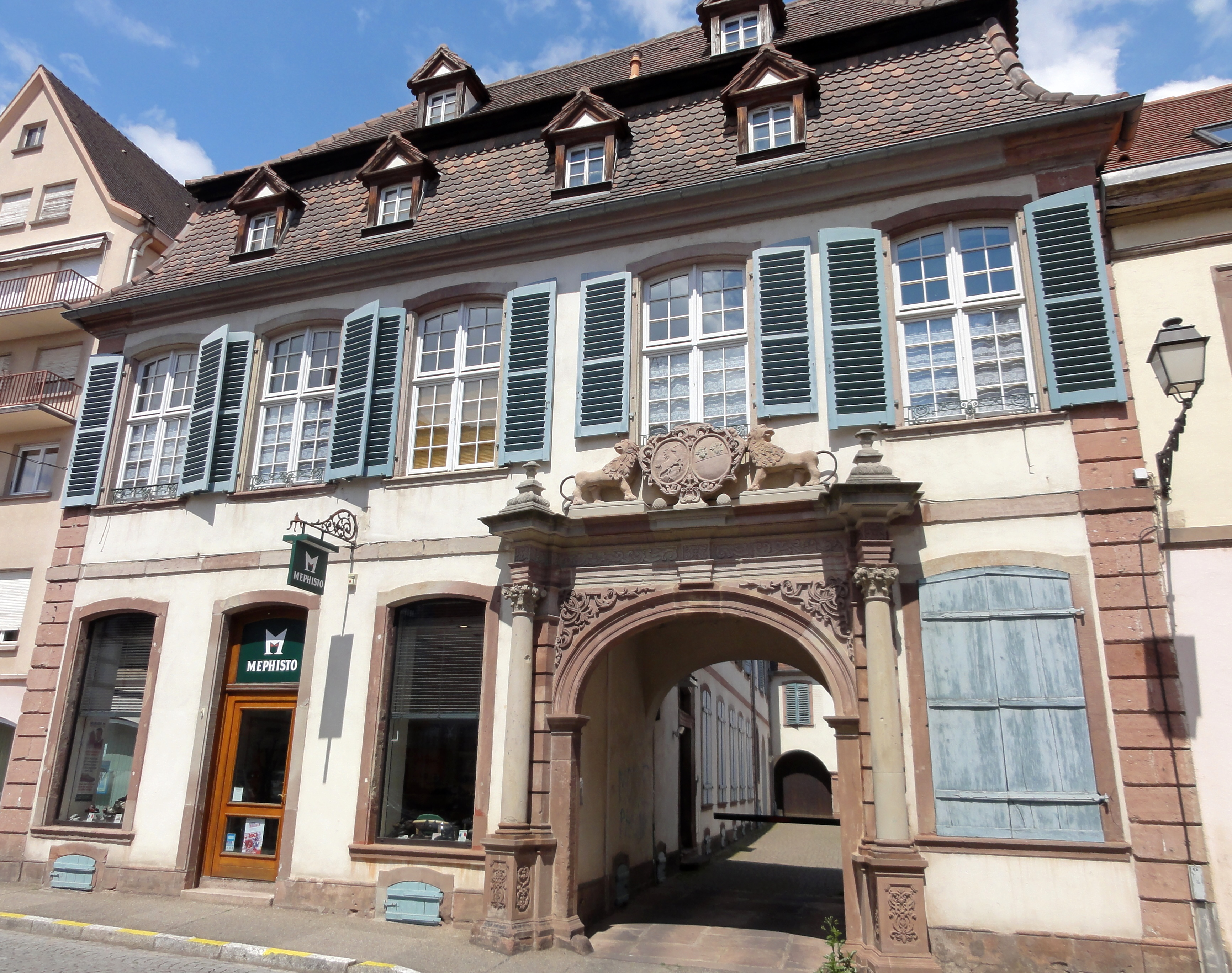
Hôtel du prêteur royal in Schlettstadt

Das Hôtel du prêteur royal (deutsch Stadtpalast des königlichen Pfandleihers) in Schlettstadt, einer französischen Stadt im Département Bas-Rhin in der Region Grand Est, wurde 1763 errichtet. Das Hôtel particulier an der Rue Sainte-Barbe Nr. 4 und 6 ist seit 1929 als Monument historique klassifiziert.

## Geschichte
Der Gebäudekomplex besteht aus einem Wohnhaus zur Straße mit einer rundbogigen Durchfahrt, die von Säulen flankiert und dem Allianzwappen der Familie Fels und der Herren von Rebstock geschmückt wird, und weiteren Nebengebäuden im Hof. Der Physikus und Bürgermeister Bernard Joseph Fels war im 18. Jahrhundert vorübergehend Besitzer des Gebäudes.

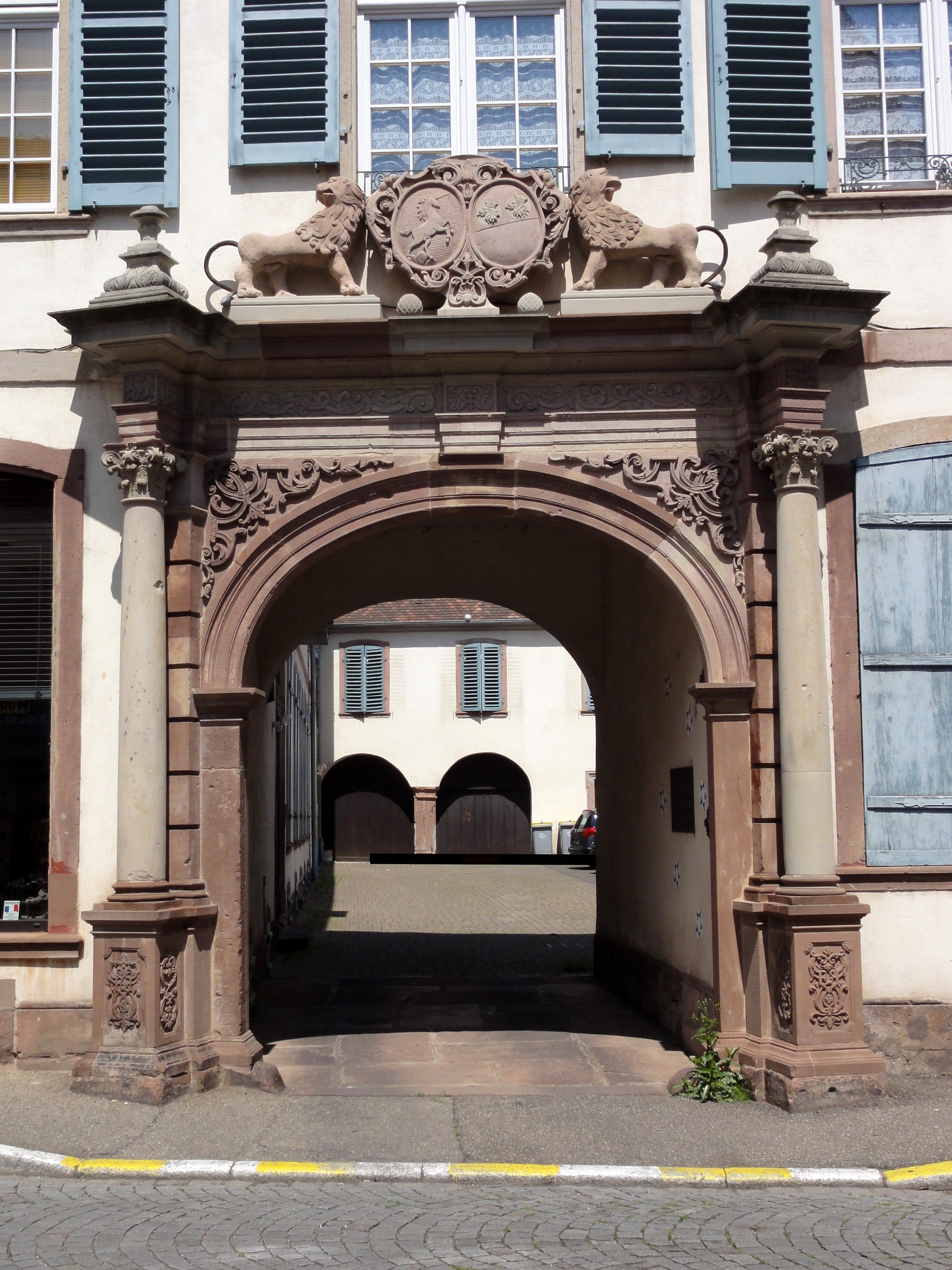
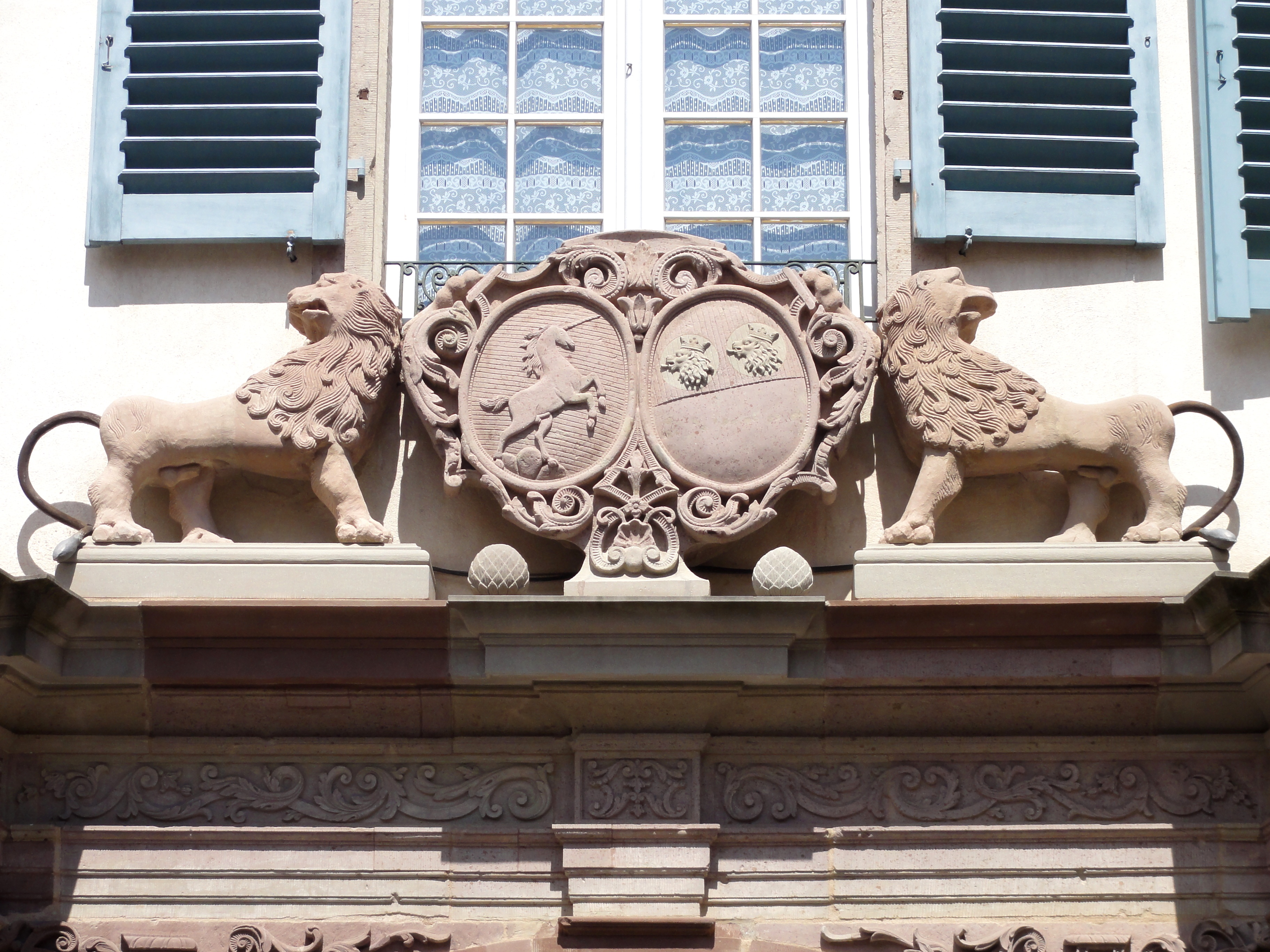